# Wilhelm Claßen (Mediziner)
Wilhelm Claßen, auch Wilhelm Classen (* 28. Juni 1861 in Mainz; † Dezember 1921 in Düsseldorf) war ein deutscher Sanitätsoffizier und Krankenhausdirektor.

## Leben
Wilhelm Claßen war ein Sohn des Regierungssekretärs Anton Claßen.
Er studierte vom 27. März 1880 bis 15. Februar 1884 an der Medizinisch-Chirurgischen Akademie für das Militär in Berlin. Am 17. Januar 1885 promovierte er und wurde am 20. September 1885 zum Assistenzarzt befördert. Im Mai 1893 wurde er als Stabs- und Bataillonsarzt vom 2. Bataillon des Infanterie-Regiments 129 zum 3. Bataillon des Füsilier-Regiments 39 kommandiert. Als Oberstabsarzt war er Regimentsarzt des Husaren-Regiments 11 und von hier wurde er mit seiner Beförderung zum Generaloberarzt am 22. März 1907 als Divisionsarzt zur 30. Division nach Straßburg kommandiert. 1913 wurde er in dieser Position, zusätzlich war er noch Chefarzt des Garnisonslazaretts I, ärztlicher Direktor der städtischen Krankenanstalten in Düsseldorf. Später wurde er als Generalarzt stellvertretender Korpsarzt des XXI. Armee-Korps. 
Am 3. Oktober 1905 heiratete er Bertha Kehren.